# Елизавета I (мини-сериал)
«Елизавета I» (англ. Elizabeth I) — телевизионный мини-сериал 2005 года, режиссёра Тома Хупера о жизни и правлении английской королевы Елизаветы I.

## Сюжет
Первая часть мини-сериала рассказывает о близких, но переменчивых взаимоотношениях королевы с её старым другом и доверенным лицом, Робертом Дадли, 1-м графом Лестером. На фоне войны с Испанией и вероятного брака Елизаветы и молодого герцога Анжуйского, отношения с Дадли постоянно ухудшаются. Лишь в 1588 году на смертном одре Лестера королева примиряется со старым другом.
Вторая часть сериала повествует о более поздних годах правления Елизаветы, в течение которых её фаворитом становится пасынок Лестера, юный граф Эссекс, Роберт Деверё. Поведение и политические амбиции любимца заставляют Елизавету отдалиться от молодого возлюбленного и находить утешение в беседах с министром Робертом Сесилом, 1-м графом Солсбери.
Сквозная тема картины — это вопрос преемника трона, ведь Елизавета не имеет наследника. И заключённая в тюрьму королева Шотландии Мария Стюарт, и её сын Яков, оба хотели бы узурпировать власть в Англии, но Елизавета яростно защищает английскую государственность.

## Актёрский состав
| В ролях           |  | Персонаж              |
| ----------------- |  | --------------------- |
| Хелен Миррен      |  | Елизавета I           |
| Джереми Айронс    |  | Роберт Дадли          |
| Хью Дэнси         |  | Роберт Деверё         |
| Тоби Джонс        |  | Роберт Сесил          |
| Патрик Малахайд   |  | Фрэнсис Уолсингем     |
| Иан Макдермид     |  | Уильям Сесил          |
| Жереми Ковиллолт  |  | герцог Анжуйский      |
| Барбара Флинн     |  | Мария Стюарт          |
| Юэн Бремнер       |  | Яков VI Шотландский   |
| Эдди Редмэйн      |  | Генри Ризли           |
| Джеффри Стритфилд |  | Энтони Бабингтон      |
| Мартин Маркес     |  | Бернардино де Мендоса |
| Уилл Кин          |  | Фрэнсис Бэкон         |
| Саймон Вудс       |  | Гилберт Гиффорд       |
| Мартин Сэвэдж     |  | Стаббс                |

## Награды и номинации
Полный перечень наград и номинаций — на сайте IMDB
| Премия                                            | Категория                                                               | Имя           | Результат |
| ------------------------------------------------- | ----------------------------------------------------------------------- | ------------- | --------- |
| American Film Institute 2006 г.                   | Телепрограмма года                                                      | Барни Рейш    | Победа    |
| Премия Американской ассоциации монтажёров 2007 г. | Лучший редактор мини-сериала или фильма для некоммерческого телевидения | Беверли Миллс | Номинация |
| BAFTA TV Award 2006 г.                            | Лучшая музыка к телефильму                                              | Роберт Лейн   | Победа    |
| BAFTA TV Award 2006 г.                            | Лучший дизайн костюмов                                                  | Майк О’Нилл   | Номинация |
| BAFTA TV Award 2006 г.                            | Лучший грим и дизайн волос                                              | Фэй Хаммонд   | Номинация |
| BAFTA TV Award 2006 г.                            | Лучшая работа художника-постановщика                                    | Ив Стюарт     | Номинация |
| Critics’ Choice Movie Awards 2007 г.              | Лучшая телевизионная кинокартина                                        |               | Победа    |
| Broadcasting Press Guild 2006 г.                  | Лучшая актриса                                                          | Хелен Миррен  | Номинация |
| Премия Гильдии художников по костюмам 2007 г.     | Лучший дизайн костюмов для телефильма/мини-сериала                      | Майк О’Нилл   | Победа    |
| Телевизионный фестиваль в Монте-Карло 2006 г.     | Лучшая актриса мини-сериала                                             | Хелен Миррен  | Победа    |